# 土库曼斯坦驻华大使馆
土库曼斯坦驻华大使馆，是土库曼斯坦在中华人民共和国的最高外交代表机构。馆址位于中国北京市朝阳区霄云路18号京润水上花园别墅雅趣园A-1。

## 历史
1992年1月6日，土库曼斯坦与中华人民共和国建交。1995年，土库曼斯坦驻华大使馆在北京开馆。